# 舒群
舒群（1913年9月20日—1989年8月2日），原名李书堂，又名李旭东、李春阳、李村哲，笔名舒群、黑人等，满族，祖籍山东青州，生于黑龙江阿城（今哈尔滨市阿城区），中国作家，中国共产党党员。

## 生平

### 党的工作
舒群生在阿城县。父亲是瓦工，家住在小土平房里。他家是汉随满镶黄旗，清朝朝廷不给俸禄。7岁時（1920年）入阿城西营小学学习，1921年因家贫被逐出学校。后来随家迁至一面坡，1922年入珠河（今尚志市）县立第二小学学习，1926年秋毕业。因家贫，小学前后仅念过三年半。1927年15岁时，考入哈尔滨一中，被编入俄语班。因交不起伙食费，仅读两个月就被取消学籍。一位俄国老师从中斡旋，他才重返哈尔滨一中。1928年，他被东省特别区教育厅的督学查出，又被取消学籍。1928年夏初，转入一面坡的东省特别区第六中学学习。他曾结识一位在中东铁路子弟学校学习的朝鲜少年果里（后来小说《没有祖国的孩子》的人物原型）。1929年，经朋友温少筠帮助，他又重返哈尔滨一中读完初三。毕业时，免学费的东北商船学校招生，但需具备高中一年的学历。有两位老师为他补课，还帮他搞到一张高中一年肄业证明。最终他被东北商船学校录取。东北商船学校是张作霖统治东三省时期于1927年夏创办。舒群是该校第二批学生，被编入驾驶丙班学习。学校教职员20多人。中共地下党员冯仲云曾从北平来此任教，发展了一批中共地下党员，成立了中共哈尔滨江北区委。舒群在该校结识了上届同学傅天飞，是冯仲云当初发展的中共地下党员之一。舒群在东北商船学校仅读半年便退学，1931年到航务局当俄语翻译。
1931年九一八事变后，舒群一家从一面坡迁居哈尔滨道外十六道街。年迈的父亲在街头摆烟摊，难以维持生活，家人几乎沦为乞丐。舒群却自动辞掉了月薪60元的翻译工作，参加了曾任哈尔滨一中军事教官的车凌云领导的抗日义勇军。1932年3月，加入第三国际中国组织，出任洮南情报站站长，以《哈尔滨五日画报》分销处的名义从事情报活动。同年8月加入中国共产党。在任第三国际洮南情报站站长期间，他用笔名“黑人”发表了许多有爱国思想的诗歌、散文。1933年他还参加了金剑啸组织的“星星剧团”的演出。
在哈尔滨工作期间，舒群、萧军等人搭救了水灾中被困旅馆的萧红。舒群还将自己做情报工作的经费省下来，本来要给水灾后讨饭的母亲，但1933年秋却用来资助萧军、萧红出版第一部小说集《跋涉》。其间，有位舒群认识的中共地下党员从盘石抗日游击队来哈尔滨，交给舒群一本记载游击队生活的小本子，建议舒群写小说，舒群却将此人介绍给萧军、萧红，陪他们彻夜谈话。这受到中共地下党哈尔滨市委书记杨靖宇赞赏。日后，萧军、萧红以此为素材，分别创作出《八月的乡村》、《生死场》。

### 步入文坛
1934年，舒群在哈尔滨因参加一次第三国际的特殊任务而暴露身份。随后于1934年3月被迫离开哈尔滨赴青岛。1934年6月15日，萧军、萧红在朋友帮助下从哈尔滨逃到青岛，投奔先来数月的舒群。舒群带着新婚妻子在青岛大港码头迎接。翌日是端午节，也是萧红的农历生日，舒群夫妇陪萧军、萧红在青岛四方公园游览，并拍摄四人合影。四人在观象一路一号的二层小楼下部租了两间房子，一间由舒群夫妇居住，一间由萧军、萧红居住。舒群还推荐萧军到《青岛晨报》当副刊编辑。
1934年9月，由于叛徒告密，中共青岛党组织遭破坏，舒群在青岛被捕，关押在青岛监狱。在监狱期间，经同狱的中共地下党青岛市委书记鼓励，他写出了小说《没有祖国的孩子》，描写一个失去家园的朝鲜少年在中国东北遭日本侵略者凌辱后反抗。后来这部作品发表在1936年5月《文学》6卷5号。这成为舒群的代表作，被誉为“国防文学”的代表作品。1935年春，舒群获释。
1935年夏，舒群来到上海，住在上海法租界巨泼莱斯路美华里的一个亭子间，與白薇作鄰。舒群原本想把《没有祖国的孩子》的书稿呈鲁迅审阅，但未实现。白薇见到这书稿后，转给左联的周扬出版。发表前，白薇让舒群署个笔名，建议用“抒怀”，但舒群不喜“怀”字，将“怀”改成“群”，自此以笔名“舒群”行世。《没有祖国的孩子》发表后，周扬、周立波都曾著文评述。舒群由此加入左联，并恢复了中共党组织关系。

### 抗战初兴
1937年抗日战争爆发后，中共党组织将上海左翼文化人组成两队撤退。舒群起初随一队赴重庆，后因工作需要，改为与二队周扬、艾思奇等人赴延安。1937年秋，途经八路军西安办事处时，又受林伯渠委派，与周立波以随军记者名义到山西八路军总部工作，与他们同行的还有美国女作家史沫特莱。在八路军总部，舒群曾给朱德总司令做过四个月临时秘书。在抗日前线，舒群参加了平型关大捷等一系列战斗，同美国作家史沫特莱一起进行战地采访。舒群写出了《写在太行线上》、《记史沫特莱》、《记贺子珍》等16篇作品，于1938年6月由上海出版为战地丛书第六册《西线随征记》。
1938年初春，舒群抵达延安，在中共中央宣传部副部长凯丰处，舒群结识了朱光。朱光曾参与上海南国社活动，舒群曾在哈尔滨《晨报》工作，两人都是陈凝秋（塞克）的老友，于是一见如故。这天饭后，朱光领着舒群来到延安城内西北角凤凰山的毛泽东住处，舒群第一次见到了毛泽东。
舒群并不是丁玲领导的西北战地服务团成员，但曾作为记者到西北战地服务团采访。1938年2月，任弼时派舒群去武汉。1938年，丁玲、舒群主编的文艺刊物《战地》在汉口出版，当时丁玲在西北而并不在武汉。1938年七八月间，舒群从武汉撤至桂林时，受八路军桂林办事处负责人李克农委派，为驻七星岩的朝鲜义勇队做联络工作，并帮助朝鲜义勇队演出了金昌满编写的话剧《朝鲜的女儿》。

### 文艺座谈
1940年6月14日，受中共党组织调派，舒群第二次到延安，被分配到延安鲁迅艺术学院文学系任教。1941年7月17日、18日、19日，延安《解放日报》连续刊登周扬写的长篇文章《文学与生活漫谈》，其中说：“我不赞成作家把自己看得比别人特殊，那实在是很要不得的心理。”文中还不点名批评了一些在延安没写出作品的作家。1941年7月20日，由萧军发起，几位作家聚在一起漫谈，由萧军执笔写成《〈文学与生活漫谈〉读后漫谈集录并商榷于周扬同志》，萧军、舒群、艾青、罗烽、白朗依次署名。文章送《解放日报》，但《解放日报》拒绝刊登并退回。萧军跑到毛泽东处发脾气，并表示若解决不了，他就离开延安回重庆帮胡风编《七月》。8月11日傍晚，毛泽东探访“文抗”作家们居住的“后沟”，恰巧舒群、罗烽、白朗都到鲁艺去了，仅见到萧军、艾青两人。毛泽东在归途中遇到舒群、罗烽等人上山，便聊了几句匆匆分手。8月12日晨，毛泽东派通讯员给萧军送去一封信。当天，五位作家，以及萧军夫人王德芬，艾青夫人韦嫈，共七人来到杨家岭前沟的毛泽东窑洞，与毛泽东叙谈。此后在延安期间，舒群曾与毛泽东见面叙谈过数十次。
1942年4月1日，经中共中央宣传部（凯丰代理部长）批准，舒群接替丁玲任《解放日报》四版（以文艺为主的综合性副刊）主编。工作直接受毛泽东指导。舒群多次随社长博古等人到枣园的毛泽东住处。
在延安文艺座谈会召开前，毛泽东多次同舒群交流文艺界情况，委托舒群搜集各方面意见，并通过舒群召集艺术家到毛泽东住处谈话。1942年4月27日，受毛泽东委托，舒群与周扬等人草拟了一份参加延安文艺座谈会的人员名单。1942年5月，中共中央举办延安文艺座谈会，舒群作为正式代表与会。1943年10月19日，延安《解放日报》正式发表了毛泽东《在延安文艺座谈会上的讲话》。
1943年春，舒群参加了南泥湾开荒大生产运动。1943年在延安整风期间，舒群也被列为审查对象，停止工作，隔离审查。1944年，审查结束，舒群恢复工作，被调回延安任鲁迅艺术学院文学系主任。

### 奔赴东北
1945年抗日战争胜利后，中共中央派舒群组建了以延安鲁迅艺术学院文学系、音乐系、美术系为骨干的“挺进东北干部团第八中队”（东北文艺工作团），由舒群任队长，率队到东北接管并组建重要的文教单位及部门。他们先到沈阳，1946年转到本溪。1946年，舒群出任东北大学副校长，还领导接收并创建了人民中国的首个电影制片厂东北电影制片厂并任厂长，后领导东北电影制片厂拍摄了人民中国的首部故事片《桥》。1947年起，任中共中央东北局宣传部文委主任、机关党委副书记。（当时中共中央东北局宣传部部长为凯丰，1948年底由李卓然接任。）
1949年3月24日，中华全国文学艺术工作者代表大会闭幕，舒群当选为中国文联副秘书长。中华人民共和国成立后，1950年，舒群担任东北文联副主席，以作家身份到抗美援朝战场，写出许多通讯、报告文学、散文。在朝鲜，他一直随中国人民志愿军39军116师转战，师长是汪洋。舒群准备以汪洋为原型，写长篇小说《第三战役》。因病回国后，1951年任中国作家协会秘书长。这时，他作为中国文联副秘书长、中国作协秘书长，负责中国文联、中国作协的日常工作。
1953年，按照组织安排，到鞍钢深入生活，挂职兼任鞍山大型轧钢厂工地党委副书记。不久，中共中央东北局把他调回沈阳，参加东北文艺工作者的总结工作，他与领导意见相左。

### 蒙冤下放
1955年，胡风反革命集团案发生，肃反运动开始。同年，中国作家协会批判了“丁玲、陈企霞反党集团”，联系批了“舒、罗、白反党小集团”，舒群被打成“舒、罗、白反党小集团”成员。1956年，舒群到辽宁本溪。因舒群、罗烽、白朗相继提出申诉，1957年中国作家协会党组、总支发出《关于一九五五年肃反运动中批判舒群、罗烽、白朗三同志某些思想问题的处理情况的通知》，作出了“舒、罗、白不是反党集团”的决定。
1958年，舒群下放到本溪，被安排到本溪钢铁公司第二炼铁厂担任党委副书记，1959年调到本溪合金厂任副厂长。1958年，中国作家协会整风领导小组开除了舒群的中国共产党党籍，罪名是“反党分子”，行政级别由文艺二级直降十四级。他从1954年开始创作的长篇小说《这一代人》于1958年1月在上海《收获》杂志1958年第1期发表。但人民文学出版社准备出版《这一代人》时，被告知停止出版，因为舒群戴有“反党分子”的帽子。舒群、月影、夏青创作的评剧《摆箭会》参加1959年中华人民共和国成立十周年演出，获编、导、演一等奖。
下放本溪后，经过数月努力，舒群于1959年完成了中共本溪市委交给他的撰写修订《本溪县志》的任务，还率本溪的几名青年作家撰写本溪合金厂厂史。这些青年作家都成了他的学生。1961年到1964年，舒群在本溪不少场合向许多业余作者谈创作体会及写作经验。在此期间，舒群不断申诉，1962年被第二次平反。1963年又被取消平反，理由是舒群的“翻案”是为丁玲的“翻案”充当急先锋。
1964年，舒群曾受赞誉的短篇小说《在厂史以外》（《人民文学》1962年第9期发表）被批为“反党”的作品。于是，他过去辅导业余作者时谈写作经验，都被说成是腐蚀青年作家。《文艺报》发表集体署名文章《资产阶级阴暗心理的自我暴露》，不点名批判舒群小说。文化大革命爆发后，1966年本溪市文化局根据中共本溪市委部署，以“文化革命委员会”名义在市人委广场召开五万人参加的批判舒群、夏青大会。此后几年，舒群多次被抄家，在批斗多次遭到殴打，造成严重伤害。随着文化大革命的深入，1967年舒群被定为本溪市合金厂的专政对象，每天打扫厕所。
1970年，舒群与夫人夏青以及三个孩子被遣送到桓仁满族自治县木盂子公社蔡娥堡大队四小队落户当农民。由于成日在生产队劳动，舒群无法开展文学创作，只好抽空开始研究中国古典小说。在桓仁农村劳动改造的五年内，他撰写《毛主席的故事》，整理《中国杂技史料》，他还鼓励当地青年农民多读书。1975年，舒群家迁居牛心台。当时在本钢焦化厂工作的梁志龙（后来出任本溪博物馆馆长）找到他家，拜他为师，后来成为他的忘年交。舒群还撰写了《中国话本书目》初稿。
他的作品遭到厄运。《第三战役》在文化大革命中原稿被抄走而失踪，未能出版。《这一代人》1962年作家出版社出版但印量很少，直到1982年编《舒群文集》时才再版。

### 重回北京
文化大革命结束后，1978年，舒群获第三次平反也是彻底平反，任本溪市文联副主席。1979年，全家返回北京定居。历任中国作家协会理事、顾问，大型文学期刊《中国》主编。他是全国政协第五、六、七届委员会委员。舒群回北京定居后，还曾多次回本溪探访。回到北京后的十年，舒群生活的全部内容就是写作，他从不参加社会活动，仅参加老作家支部的民主生活会。
舒群创作的《少年Chen女》获得1981年全国优秀短篇小说奖。另外，舒群还写出系列纪实小说集《毛泽东故事》，这些故事30年前就已动笔，经过长期修改终于完成。他还研究中国古代的话本，搜集了许多资料，以编纂《中国话本书目》，但生前未能出版。
1988年6月16日，舒群突发脑血栓，住进北京协和医院。1989年8月2日，舒群在北京协和医院病逝，享年76岁。1990年8月6日，舒群的部分骨灰从家里送到福田公墓安葬。
2013年9月20日，中国作家协会在北京中国现代文学馆举办“舒群百年诞辰纪念座谈会”，中国作家协会主席铁凝出席会议并致辞。

## 著作
- 没有祖国的孩子（短篇小说集），生活书店，1936年
- 老兵（中篇小说），良友书局，1936年
- 秘密的故事（中篇小说），文生，1940年
- 崔毅（短篇小说集），东北人民出版社，1954年
- 我的女教师（短篇小说集），辽宁人民出版社，1954年
- 第三战役（长篇小说）
- 这一代人（长篇小说），作家出版社，1962年
- 舒群文集（1—4），春风文艺出版社，1982年—1984年
- 舒群小说选，人民文学出版社，1985年
- 毛泽东故事（短篇小说集），作家出版社，1986年[1]
- 乡曲（长篇小说）
- 中国话本书目，文化艺术出版社，2012年

## 家庭
- 妻：夏青[3]
- 子：李霄明[11]

## 延伸阅读
- 中国社会科学院文学研究所编，舒群研究资料，知识产权出版社，2010年
- 史建国，舒群年谱，作家出版社，2013年